# سوگیری رسانه‌ای
جهت‌گیری رسانه‌ای یا سوگیری رسانه‌ای اصطلاحی در ارتباطات و روزنامه‌نگاری است که به معنای اثرگذاری سیاست‌ها و منافع یک رسانه در انتخاب وقایع مورد پوشش خبری و نحوه پوشش آن‌هاست.
بر اساس پژوهش‌ها، در جوامع گوناگون رسانه‌ها بر اساس سیاست‌های مالکان خود اداره می‌شوند و به این دلیل تنها بخشی از واقعیت را منعکس می‌کنند که در چارچوب منافع آن‌ها باشد.
از عوامل اثرگذار بر سوگیری رسانه‌ها، دولت و قدرت است.
از دید هارولد اینیس سوگیری رسانه‌ها تمدن بشری را شکل می‌دهد و از آن شکل می‌پذیرد؛ زندگی شخصی مردم و مصرف رسانه‌ای آن‌ها نیز را جهت می‌دهند.
مارشال مک‌لوهان این پدیده را یک ابزار واسط برای اتصال صف‌بندی‌های اجتماعی ناشی از جریان ثروت، دانش و قدرت (=جریان‌های تعیین‌کننده تاریخ) به جهان طبیعی در نظر می‌گیرد.
اگرچه داشتن گرایش فکری برای روزنامه‌نگاران (مانند هر شخصی) طبیعی است، اما سوگیری رسانه در صورتی که فشاری برای جانبداری ایجاد کند می‌تواند مانعی برای استقلال روزنامه‌نگاران و چالشی برای اخلاق حرفه‌ای این شغل باشد.

## انواع سوگیری رسانه‌ای
سوگیری رسانه‌ای دو نوع متفاوت دارد:

### سوگیری ایدئولوژیک
نوعی سوگیری، که از آن به عنوان «سوگیری ایدئولوژیک» یاد می‌شود، نشان دهنده تمایل یک رسانه برای تأثیرگذاری بر نظرات مخاطبین در یک جهت خاص است.

### سوگیری از نوع تبدیل
نوع دوم، که «تبدیل» نامیده شده، نشان دهنده تلاش برای ایجاد یک داستان خبری به یاد ماندنی است. سوگیری رسانه‌ای از نوع تبدیل، شبیه کاری است که رسانه‌های زرد در انعکاس اخبار؛ انجام می‌دهند.

## روش‌های وقوع سوگیری رسانه‌ای
سوگیری رسانه‌ای شیوه‌های مختلفی دارد. گاه این عمل واضح بوده و به راحتی قابل تشخیص است و در مواردی به دلیل استفاده از روش‌های زیرکانه، تشخیص سوگیری مشکل و حتی گاه ناممکن می‌گردد؛ زیرا نیاز به آگاهی و سواد رسانه‌ای از سوی مخاطب دارد.

### سوگیری رسانه‌ای در تهیه خبر
نوعی سوگیری رسانه‌ای در هنگام تهیه خبر اتفاق می‌افتد. که شامل:
۱- پوشش بعضی از وقایع و پوشش ندادن برخی دیگر: یکسان نبودن موضوعات خبری منتشرشده از سوی خبرگزاری‌های مختلف موید این مطلب است و نتیجه آن شکل‌گیری سوگیری‌های موضوعی متفاوت برای بنگاه‌های خبری متفاوت است.
۲- استفاده از منابع خبری غیر بی‌طرف: استفاده از خبرهایی که از سوی افراد، نهاد یا مراکزی منتشر می‌شوند که سود یا نفعی از آن می‌برند.

### سوگیری رسانه‌ای در تولید خبر
اما نوع دوم اعمال شیوه‌های سوگیرانه در هنگام تولید خبر است. در هنگام تولید خبر؛ با بزرگ‌تر یا کوچک‌تر نشان دادن رویدادها، می‌توان باعث معطوف شدن توجه مخاطبان به یک مطلب و منحرف شدن آن از موضوعی دیگر شد. برخی از روش‌های اعمال سوگیری در تولید خبر، شامل این موارد است:
1. استفاده از عنوان‌های خبری خاص: از آن جا که تعداد زیادی از مخاطبان فقط تیتر خبرها را می‌خوانند، درنظرگرفتن یک عنوان مناسب و گاه جنجالی برای یک خبر باعث جلب توجه مخاطب و ایجاد سئوال در ذهن او و در نتیجه پیگیری خبر خواهد شد.
2. استفاده از عکس‌های معنادار: عکس‌هایی هستند که از زوایای خاص یا در حالات و زمان‌های خاصی از رویدادها یا افراد گرفته شده‌اند.

۳- استفاده از آمار و ارقام: خبرهایی که دربارهٔ آمار و ارقام مربوط به یک رویداد اعلام می‌شوند معمولاً نیاز به تعبیر و تفسیر و مدارک مستدل دارند و نباید در یک سرخط خبری خلاصه شوند. همچنین نوعی از سوگیری وجود دارد که مربوط به نحوه اعلام آمار و ارقام است. به‌طور مثال در خبر خوانده یا شنیده می‌شود «در حمله فلان گروه به فلان مکان تعداد ۱۰۰ نفر کشته و زخمی شده‌اند.» وقتی که خبر را پیگیری می‌کنید متوجه می‌شوید ۲ نفر کشته و ۹۸ نفر زخمی شده‌اند. اما رسانه از طریق بازی با آمار و نحوه گزینش عنوان خبر، قصد القای انگاره‌ای خاص را دارد. این نوع عنوان بندی ممکن است برای جذب مخاطب (تبدیل)، یا برای القاء تمایلات رسانه (سوگیری ایدئولوژیک) باشد.
۴- عدم انطباق تیتر با محتوا: گاهی برای جلب توجه مخاطب، عناوین خبرها طوری تغییر داده می‌شوند که علیرغم اینکه کلماتی از متن اصلی در آن‌ها به کار رفته اما محتوای اصلی متن به‌طور کلی یا تا حدود زیادی با عنوان خبر متفاوت است.

### سوگیری رسانه‌ای در ویرایش خبر
گاهی در هنگام ویرایش خبر روش‌هایی مانند به‌کارگیری فنون زبانی اتفاق می‌افتد که موجب انتشار اخباری خلاف واقع می‌گردد تا شاید به این ترتیب دیدگاه افراد جامعه نسبت به مسئله مورد نظر همسو با نظرات و اهداف سفارش دهندگان شود و با آن‌ها همراه گردند. از جمله روش‌هایی که برای این منظور مورد استفاده قرار می‌گیرند، موارد زیر را می‌توان ذکر کرد:
1. حذف بخش‌هایی از یک خبر: گاهی یک موضوع خبری توسط خبرگزاری پوشش داده می‌شود اما قسمت یا قسمت‌هایی از آن که باب میل منتشرکننده نیست از آن حذف شده و تنها به انتشار قسمت‌هایی که هم جهت با سیاست‌های کاری بنگاه خبری است، اکتفا می‌گردد.
2. استفاده از کلمات مبهم و چندپهلو: کلماتی که معنای دقیق آن‌ها برای مخاطب روشن نیست؛ مثلاً اگر گفته شود: «این یک توافق خوب بود» بدون این که جزئیات موضوع و توافق بیان شود، دلیل و مبنای خوب بودن، مبهم باقی می‌ماند.

۳- استفاده از زبان سوگیرانه: به عنوان نمونه می‌توان به امکان استفاده از لفظ خرابکار به جای معترض یا بالعکس؛ استفاده از واژه پیکارجو به جای تروریست و… اشاره کرد. البته قضاوت دقیق دربارهٔ سوگیرانه یا غیرسوگیرانه بودن کلمات، همیشه ساده نیست و باید برای دریافت پیام کلمه به بافت زبانی یا غیرزبانی متن توجه کرد.
۴- به کاربردن قسمت‌های جداشده از داخل یک جمله یا پاراگراف: می‌توان با تقطیع یک متن یا گفتار و آوردن تنها بخشی از آن، کلمات را از بافت متنی خارج کرد به طوری که معنا و مفهومی جز آنچه که منظور گوینده بوده‌است از آن برداشت شود.

### سوگیری رسانه‌ای در انتشار خبر
نوع دیگری از اِعمال سوگیری رسانه‌ای در هنگام انتشار خبر اتفاق می‌افتد. در این هنگام با تأکید بر یک خبر می‌توان به مخاطب؛ «اهمیت»، «شیوع و همه‌گیری» و «گستردگی» موضوع خبر را القاء نمود. مولفه‌های جنگ شناختی نظیر تکرار و برجسته‌سازی در این مرحله قابلیت اِعمال زیادی دارند.